# ماتیاس یوهانسون
ماتیاس یوهانسون (سوئدی: Mattias Johansson؛ زادهٔ ۱۶ فوریهٔ ۱۹۹۲) بازیکن فوتبال اهل سوئد است.
از باشگاه‌هایی که در آن بازی کرده‌است می‌توان به باشگاه فوتبال کالمار و باشگاه فوتبال آزد آلکمار اشاره کرد.
وی همچنین در تیم‌های ملی فوتبال زیر ۲۱ سال سوئد و سوئد بازی کرده‌است.